# Marie Bergman
Marie Bergman (Stockholm, 21 november 1950) is een Zweedse zangeres.
Van 1968 tot 1969 zong ze in de band van zanger Putte Wickman, van '69 tot '72 zong ze bij Family Four. In deze groep won ze 2 keer Melodifestivalen waardoor ze zowel in 1971 als in 1972 op het Eurovisiesongfestival stond. Met Vita vidder werden ze gedeeld 6de, terwijl ze een jaar later met Härliga sommardag genoegen moesten nemen met de 13de plaats. Datzelfde jaar nog verliet ze de groep om solo te zingen.
22 jaar later vond Bergman de tijd rijp voor een nieuwe deelname aan Melodifestivalen, samen met Roger Pontare zong ze Stjärnorna, ze wonnen maar op het songfestival haalde ze opnieuw de 13de plaats.
1958: Alice Babs · 
1959: Brita Borg · 
1960: Siw Malmkvist · 
1961: Lill-Babs · 
1962: Inger Berggren · 
1963: Monica Zetterlund · 
1965: Ingvar Wixell · 
1966: Lill Lindfors & Svante Thuresson · 
1967: Östen Warnerbring · 
1968: Claes-Göran Hederström · 
1969: Tommy Körberg · 
1971: Family Four · 
1972: Family Four · 
1973: Nova · 
1974: ABBA · 
1975: Lasse Berghagen · 
1977: Forbes · 
1978: Björn Skifs · 
1979: Ted Gärdestad · 
1980: Tomas Ledin · 
1981: Björn Skifs · 
1982: Chips · 
1983: Carola · 
1984: Herreys · 
1985: Kikki Danielsson · 
1986: Lasse Holm & Monica Törnell · 
1987: Lotta Engberg · 
1988: Tommy Körberg · 
1989: Tommy Nilsson · 
1990: Edin-Ådahl · 
1991: Carola · 
1992: Christer Björkman · 
1993: Arvingarna · 
1994: Marie Bergman & Roger Pontare · 
1995: Jan Johansen · 
1996: One More Time · 
1997: Blond · 
1998: Jill Johnson · 
1999: Charlotte Nilsson · 
2000: Roger Pontare · 
2001: Friends · 
2002: Afro-Dite · 
2003: Fame · 
2004: Lena Philipsson · 
2005: Martin Stenmarck · 
2006: Carola · 
2007: The Ark · 
2008: Charlotte Perrelli · 
2009: Malena Ernman · 
2010: Anna Bergendahl · 
2011: Eric Saade · 
2012: Loreen · 
2013: Robin Stjernberg · 
2014: Sanna Nielsen · 
2015: Måns Zelmerlöw · 
2016: Frans · 
2017: Robin Bengtsson · 
2018: Benjamin Ingrosso · 
2019: John Lundvik · 
2021: Tusse · 
2022: Cornelia Jakobs · 
2023: Loreen · 
2024: Marcus & Martinus · 
2025: KAJ
- Bibsys: 8016068
- Gemeinsame Normdatei: 134966260
- International Standard Name Identifier: 0000 0000 5552 1250
- Library of Congress Control Number: n2004079233
- MusicBrainz: a6e39adc-2553-4ca5-807e-cb5ac037ffca
- Nationale Bibliotheek van Israël: 987007335098105171
- LIBRIS: 206644
- Virtual International Authority File: 41234910
- WorldCat: E39PBJqbhKtQMGcgh8tQjHTPwC